# Парк Победы (Нижний Новгород)
Парк Побе́ды — парк, находящийся в Нижнем Новгороде на Нижневолжской набережной в районе Гребного канала.

## История

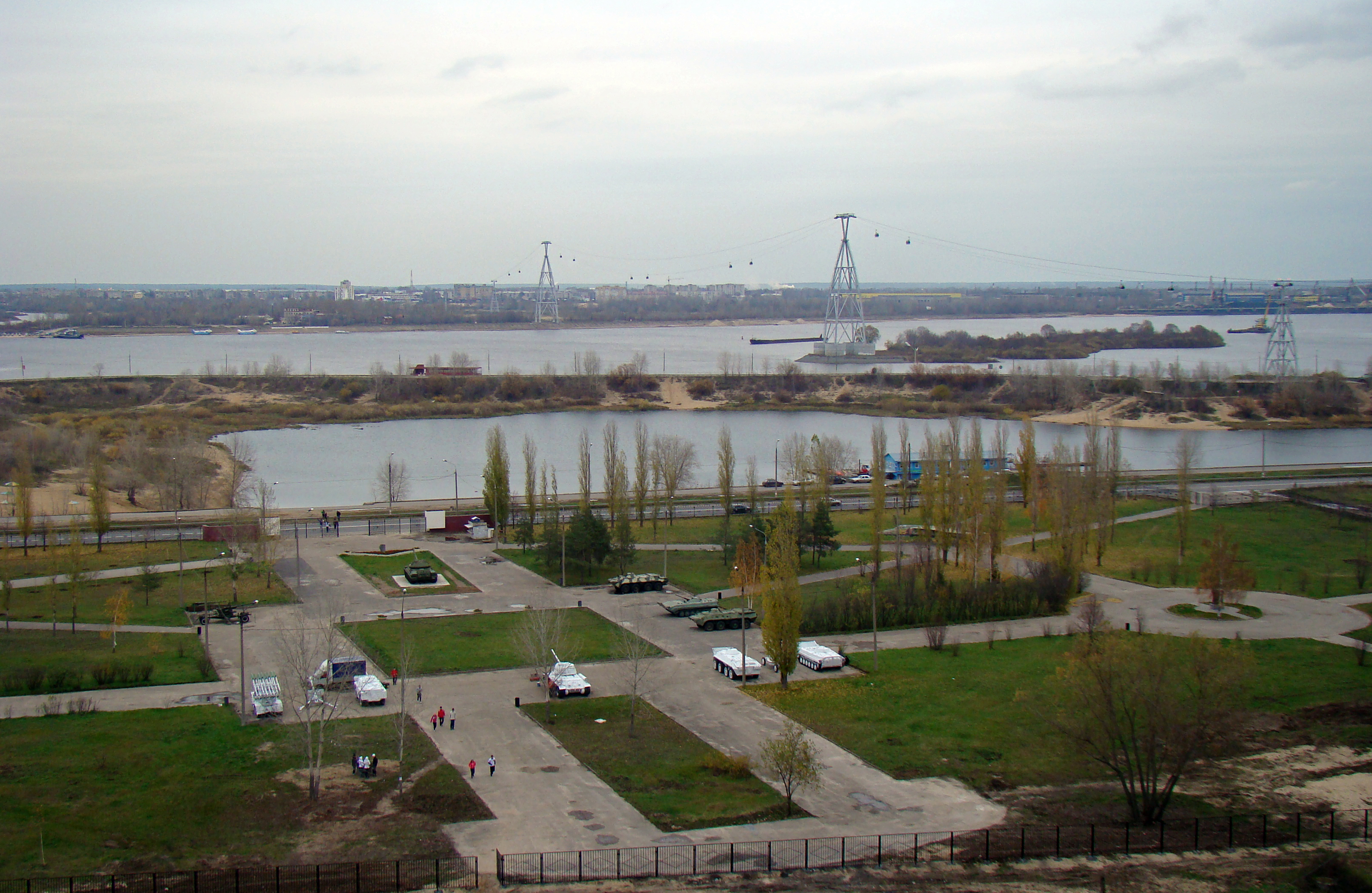
Парк Победы в 2012 году

Парк был основан в 1985 году в честь 40-летия победы в Великой Отечественной войне. В 2012 году в парке установили самолёт МиГ-27, тяжёлый танк Т-10, миномёт, зенитную 57-миллиметровую автоматическую пушку C-60.
В октябре 2012 года в Парке Победы была заложена аллея ветеранов, а 4 ноября 2013 года состоялось открытие памятника Василию Маргелову. По состоянию на 1 ноября 2013 года, в парке Победы размещено 34 ед. техники, сооружены экспозиции «Рубеж обороны» и «Солдатский привал».
26 февраля 2014 года бывший глава городской администрации Олег Кондрашов заявлял о готовности к реконструкции парка Победы и его расширении, однако сделано это не было.